# European Challenge Cup 2007-2008
La European Challenge Cup 2007-08 (in inglese 2007-08 European Challenge Cup; in francese Challenge européen 2007-08) fu la 12ª edizione della European Challenge Cup, competizione per club di rugby a 15 organizzata da European Rugby Cup come torneo cadetto della Heineken Cup.
Si tenne dall’8 novembre 2007 al 25 maggio 2008 tra 20 squadre provenienti da 6 federazioni (Francia, Inghilterra, Irlanda, Italia, Romania e Spagna).
Il torneo fu vinto dal Bath, finalista sconfitto nella precedente edizione, che così terminò un digiuno decennale di trofei, essendosi assicurato la sua ultima vittoria nel 1998.
Nella finale tutta inglese tenutasi a Gloucester la formazione del Somerset sconfisse Worcester per 24-16.

## Formula
La formula del torneo, fissata nel 2005 con il ritorno alla fase a gironi, prevedeva che le 20 squadre fossero divise in 5 gironi da quattro squadre ciascuno.
In ognuno di tali gironi ogni squadra dovette affrontare in gara di andata e ritorno tutti gli altri avversari.
Passarono ai quarti di finale la prima classificata di ciascuno dei cinque gruppi più le migliori seconde in ordine di punteggio.
Le migliori otto accedettero ai quarti di finale, e le vincitrici si affrontarono per le semifinali.
La finale si tenne allo stadio di Kingsholm di Gloucester, in Inghilterra.

## Squadre partecipanti
| Girone 1                                                                | Girone 2                                                                                  | Girone 3                                                                                | Girone 4                                                                                    | Girone 5                                                                                |
| ----------------------------------------------------------------------- | ----------------------------------------------------------------------------------------- | --------------------------------------------------------------------------------------- | ------------------------------------------------------------------------------------------- | --------------------------------------------------------------------------------------- |
| - Albi (Francia) - Auch (Francia) - Bath (Inghilterra) - Parma (Italia) | - Montauban (Francia) - Worcester (Inghilterra) - GRAN Parma (Italia) - Bucarest Romania) | - Brive (Francia) - Newcastle (Inghilterra) - Connacht (Irlanda) - El Salvador (Spagna) | - Bayonne (Francia) - Montpellier (Francia) - Sale Sharks (Inghilterra) - Petrarca (Italia) | - Castres (Francia) - Dax (Francia) - Leeds Carnegie (Inghilterra) - Calvisano (Italia) |

## Fase a gironi

### Girone A
|            | Incontri girone 1 |       |
| ---------- | ----------------- | ----- |
| 10-11-2007 | Parma — Albi      | 23-28 |
| 10-11-2007 | Auch — Bath       | 6-28  |
| 17-11-2007 | Bath — Parma      | 28-0  |
| 17-11-2007 | Albi — Auch       | 30-31 |
| 7-12-2007  | Albi — Bath       | 18-26 |
| 8-12-2007  | Parma — Auch      | 25-20 |
| 15-12-2007 | Bath — Albi       | 59-15 |
| 15-12-2007 | Auch — Parma      | 24-20 |
| 12-1-2008  | Auch — Albi       | 15-13 |
| 12-1-2008  | Parma — Bath      | 13-31 |
| 19-1-2008  | Albi — Parma      | 26-23 |
| 19-1-2008  | Bath — Auch       | 31-13 |

#### Classifica
| Pos | Squadra | G | V | N | P | PF  | PS  | P±  | BP | PT |
| --- | ------- | - | - | - | - | --- | --- | --- | -- | -- |
| A1  | Bath    | 6 | 6 | 0 | 0 | 203 | 65  | 138 | 5  | 29 |
| A2  | Auch    | 6 | 3 | 0 | 3 | 109 | 147 | −38 | 2  | 14 |
| A3  | Albi    | 6 | 2 | 0 | 4 | 130 | 177 | −47 | 3  | 11 |
| A4  | Parma   | 6 | 1 | 0 | 5 | 104 | 157 | −53 | 3  | 7  |

### Girone B
|            | Incontri girone 2      |       |
| ---------- | ---------------------- | ----- |
| 9-11-2007  | Montauban — GRAN Parma | 65-6  |
| 10-11-2007 | Bucarest — Worcester   | 8-18  |
| 17-11-2007 | GRAN Parma — Bucarest  | 23-23 |
| 17-11-2007 | Worcester — Montauban  | 41-18 |
| 8-12-2007  | Bucarest — Montauban   | 19-17 |
| 8-12-2007  | Worcester — GRAN Parma | 50-0  |
| 14-12-2007 | Montauban — Bucarest   | 34-6  |
| 15-12-2007 | GRAN Parma — Worcester | 16-66 |
| 11-1-2008  | Montauban — Worcester  | 7-24  |
| 12-1-2008  | Bucarest — GRAN Parma  | 21-20 |
| 19-1-2008  | GRAN Parma — Montauban | 17-34 |
| 19-1-2008  | Worcester — Bucarest   | 46-0  |

#### Classifica
| Pos | Squadra    | G | V | N | P | PF  | PS  | P±   | BP | PT |
| --- | ---------- | - | - | - | - | --- | --- | ---- | -- | -- |
| B1  | Worcester  | 6 | 6 | 0 | 0 | 245 | 49  | 196  | 5  | 29 |
| B2  | Montauban  | 6 | 3 | 0 | 3 | 175 | 113 | 62   | 4  | 16 |
| B3  | Bucarest   | 6 | 2 | 1 | 3 | 77  | 158 | −81  | 0  | 10 |
| B4  | GRAN Parma | 6 | 0 | 1 | 5 | 92  | 259 | −167 | 1  | 3  |

### Girone C
|            | Incontri girone 3       |       |
| ---------- | ----------------------- | ----- |
| 9-11-2007  | Brive — Connacht        | 15-6  |
| 10-11-2007 | El Salvador — Newcastle | 10-71 |
| 15-11-2007 | Newcastle — Brive       | 25-19 |
| 16-11-2007 | Connacht — El Salvador  | 75-8  |
| 7-12-2007  | Connacht — Newcastle    | 16-13 |
| 9-12-2007  | Brive — El Salvador     | 71-0  |
| 16-12-2007 | El Salvador — Brive     | 8-40  |
| 16-12-2007 | Newcastle — Connacht    | 39-0  |
| 11-1-2008  | Brive — Newcastle       | 12-19 |
| 13-1-2008  | El Salvador — Connacht  | 0-60  |
| 18-1-2008  | Connacht — Brive        | 15-22 |
| 20-1-2008  | Newcastle — El Salvador | 97-0  |

#### Classifica
| Pos | Squadra     | G | V | N | P | PF  | PS  | P±   | BP | PT |
| --- | ----------- | - | - | - | - | --- | --- | ---- | -- | -- |
| C1  | Newcastle   | 6 | 5 | 0 | 1 | 264 | 57  | 207  | 4  | 24 |
| C2  | Brive       | 6 | 4 | 0 | 2 | 179 | 73  | 106  | 5  | 21 |
| C3  | Connacht    | 6 | 3 | 0 | 3 | 172 | 97  | 75   | 3  | 15 |
| C4  | El Salvador | 6 | 0 | 0 | 6 | 26  | 414 | −388 | 0  | 0  |

### Girone D
|            | Incontri girone 4         |       |
| ---------- | ------------------------- | ----- |
| 8-11-2007  | Sale Sharks — Montpellier | 49-6  |
| 9-11-2007  | Bayonne — Petrarca        | 37-20 |
| 17-11-2007 | Petrarca — Sale Sharks    | 14-53 |
| 17-11-2007 | Montpellier — Bayonne     | 18-12 |
| 8-12-2007  | Petrarca — Montpellier    | 13-19 |
| 8-12-2007  | Bayonne — Sale Sharks     | 12-51 |
| 13-12-2007 | Sale Sharks — Bayonne     | 32-10 |
| 14-12-2007 | Montpellier — Petrarca    | 31-3  |
| 11-1-2008  | Sale Sharks — Petrarca    | 45-6  |
| 12-1-2008  | Bayonne — Montpellier     | 24-26 |
| 19-1-2008  | Montpellier — Sale Sharks | 14-14 |
| 19-1-2008  | Petrarca — Bayonne        | 17-5  |

#### Classifica
| Pos | Squadra     | G | V | N | P | PF  | PS  | P±   | BP | PT |
| --- | ----------- | - | - | - | - | --- | --- | ---- | -- | -- |
| D1  | Sale Sharks | 6 | 5 | 1 | 0 | 244 | 62  | 182  | 5  | 27 |
| D2  | Montpellier | 6 | 4 | 1 | 1 | 114 | 115 | −1   | 1  | 19 |
| D3  | Bayonne     | 6 | 1 | 0 | 5 | 100 | 164 | −64  | 4  | 8  |
| D4  | Petrarca    | 6 | 1 | 0 | 5 | 73  | 190 | −117 | 1  | 5  |

### Girone E
|            | Incontri girone 4          |       |
| ---------- | -------------------------- | ----- |
| 9-11-2007  | Leeds Carnegie — Castres   | 35-18 |
| 11-11-2007 | Calvisano — Dax            | 54-19 |
| 16-11-2007 | Dax — Leeds Carnegie       | 14-53 |
| 17-11-2007 | Castres — Calvisano        | 61-28 |
| 8-12-2007  | Castres — Dax              | 25-15 |
| 9-12-2007  | Leeds Carnegie — Calvisano | 45-5  |
| 15-12-2007 | Dax — Castres              | 15-16 |
| 16-12-2007 | Calvisano — Leeds Carnegie | 27-26 |
| 11-1-2008  | Leeds Carnegie — Dax       | 25-18 |
| 12-1-2008  | Calvisano — Castres        | 9-27  |
| 17-1-2008  | Castres — Leeds Carnegie   | 13-3  |
| 18-1-2008  | Dax — Calvisano            | 22-0  |

#### Classifica
| Pos | Squadra        | G | V | N | P | PF  | PS  | P±  | BP | PT |
| --- | -------------- | - | - | - | - | --- | --- | --- | -- | -- |
| E1  | Castres        | 6 | 5 | 0 | 1 | 160 | 105 | 55  | 1  | 21 |
| E2  | Leeds Carnegie | 6 | 4 | 0 | 2 | 157 | 101 | 56  | 3  | 19 |
| E3  | Calvisano      | 6 | 2 | 0 | 4 | 123 | 200 | −77 | 1  | 9  |
| E4  | Dax            | 6 | 1 | 0 | 5 | 109 | 143 | −34 | 3  | 7  |

## Ordine di qualificazione
| Ordine               | Squadra              | Pt                   | Mt                   | Diff                 |
| Vincitrici di girone | Vincitrici di girone | Vincitrici di girone | Vincitrici di girone | Vincitrici di girone |
| -------------------- | -------------------- | -------------------- | -------------------- | -------------------- |
| 1                    | Worcester            | 29                   | 36                   | +196                 |
| 2                    | Bath                 | 29                   | 28                   | +138                 |
| 3                    | Sale Sharks          | 27                   | 34                   | + 182                |
| 4                    | Newcastle            | 24                   | 34                   | +207                 |
| 5                    | Castres              | 21                   | 19                   | +55                  |
| Seconde classificate |                      |                      |                      |                      |
| 6                    | Brive                | 20                   | 21                   | +106                 |
| 7                    | Leeds Carnegie       | 19                   | 18                   | +56                  |
| 8                    | Montpellier          | 19                   | 12                   | -1                   |
| —                    | Montauban            | 16                   | 28                   | +62                  |
| —                    | Auch                 | 14                   | 11                   | -38                  |

## Fase aplay-off
|  | Quarti di finale | Quarti di finale | Quarti di finale |             |           | Semifinali | Semifinali | Semifinali |  |  | Finale | Finale | Finale |  |
|  |                  |                  |                  |             |           |            |            |            |  |  |        |        |        |  |
|  | 1                | Worcester        | 36               |             |           |            |            |            |  |  |        |        |        |  |
|  | 1                | Worcester        | 36               |             |           |            |            |            |  |  |        |        |        |  |
|  | 8                | Montpellier      | 26               |             |           |            |            |            |  |  |        |        |        |  |
|  | 8                | Montpellier      | 26               |             | Worcester | Worcester  | 31         |            |  |  |        |        |        |  |
|  |                  |                  |                  |             | Worcester | Worcester  | 31         |            |  |  |        |        |        |  |
|  |                  |                  | Newcastle        | Newcastle   | 16        |            |            |            |  |  |        |        |        |  |
|  | 4                | Newcastle        | Newcastle        | Newcastle   | 16        | 40         |            |            |  |  |        |        |        |  |
|  | 4                | Newcastle        |                  |             |           |            |            |            |  |  |        |        |        |  |
|  | 5                | Castres          | 13               |             |           |            |            |            |  |  |        |        |        |  |
|  | 5                | Castres          | 13               |             | Worcester | Worcester  | 16         |            |  |  |        |        |        |  |
|  |                  |                  |                  |             |           |            |            |            |  |  |        |        |        |  |
|  |                  |                  | Bath             | Bath        | 24        |            |            |            |  |  |        |        |        |  |
|  | 3                | Sale Sharks      | Bath             | Bath        | 24        | 49         |            |            |  |  |        |        |        |  |
|  | 3                | Sale Sharks      |                  |             |           |            |            |            |  |  |        |        |        |  |
|  | 6                | Brive            | 24               |             |           |            |            |            |  |  |        |        |        |  |
|  | 6                | Brive            | 24               |             | Bath      | Bath       | 36         |            |  |  |        |        |        |  |
|  |                  |                  |                  |             | Bath      | Bath       | 36         |            |  |  |        |        |        |  |
|  |                  |                  | Sale Sharks      | Sale Sharks | 14        |            |            |            |  |  |        |        |        |  |
|  | 2                | Bath             | Sale Sharks      | Sale Sharks | 14        | 57         |            |            |  |  |        |        |        |  |
|  | 2                | Bath             |                  |             |           |            |            |            |  |  |        |        |        |  |
|  | 7                | Leeds Carnegie   | 5                |             |           |            |            |            |  |  |        |        |        |  |

### Quarti di finale
| Arbitro: | Tim Hayes |

|                                                                             |      |                                              |
| Chabal 9’ L. Thomas 16’ J.M. Fernández Lobbe 46’, 54’ Cliff 63’ tecnica 71’ | mt   | 27’ Sid 40’, 80’ V. Liebenberg 58’ Bonrepaux |
| McAlister 9’, 46’, 54’, 63’, 71’                                            | tr   |                                              |
| McAllister 2’, 13’, 30’                                                     | c.p. | 27’, 80’ Petitjean                           |

| Arbitro: | Romain Poite |

|                                                                                         |      |                  |
| Banahan 18’, 56’, 77’ Abendanon 26’ Higgins 41’ Barkley 46’ Fa’amatuainu 62’ Browne 70’ | mt   | 29’ R. Vickerman |
| Barkley 18’, 26’, 41’, 46’, 62’, 70’, 77’                                               | tr   |                  |
| Barkley 2’                                                                              | c.p. |                  |

| Arbitro: | George Clancy |

|                                                       |      |                                             |
| Benjamin 3’ R. Gear 20’, 36’ Tuitupou 27’ Gillies 39’ | mt   | 6’ Ouedraogo 32’ Stoica 61’ Rofes 66’ Britz |
| Drahm 3’, 20’, 36’, 39’                               | tr   | 6’ F. Todeschini 61’, 68’ Lespinas          |
| Drahm 72’                                             | c.p. |                                             |

| Arbitro: | Peter Allan |

|                                                            |      |                |
| Rudd 5’ Hayman 43’ T. Dillon 53’ Grindal 62’ B. Wilson 73’ | mt   | 11’ Tekori     |
| Wilkinson 43’, 62’, 73’                                    | tr   | 11’ Teulet     |
| Wilkinson 13’, 40’                                         | c.p. | 5’, 22’ Teulet |
| Wilkinson 28’                                              | drop |                |

### Semifinali
| Arbitro: | Peter Allan |

|                                         |      |                    |
| Garvey 9’ Tuitupou 22’, 76’ T. Wood 72’ | mt   | 78’ B. Wilson      |
| Drahm 9’, 22’, 72’, 76’                 | tr   | 78’ Wilkinson      |
| Drahm 42’                               | c.p. | 39’, 48’ Wilkinson |
|                                         | drop | 7’ May             |

| Arbitro: | Christophe Berdos |

|                                                              |      |                           |
| Claassens 4’ Lipman 10’ Grewcock 23’ Higgins 58’ Banahan 66’ | mt   | 17’ Mayor                 |
| Barkley 4’, 10’, 23’, 58’                                    | tr   |                           |
| Barkley 8’                                                   | c.p. | 14’ Hodgson 20’ McAlister |
|                                                              | drop | 3’ Hodgson                |

### Finale
| Arbitro: | Christophe Berdos |

| |              | |
| Fa'amatuainu 31’ Abendanon 35’ | mt           | 79’ Delport |
| Barkley 31’ | tr           | 79’ Carlisle |
| Barkley 15’, 53’ James 75’ | c.p.         | 23’, 39’, 45’ Drahm |
| Barkley 67’ | drop         | |
| · 78’ Abendanon · Maddock · Crockett · 71’ Barkley · Banahan · James · 78’ Claassens · 60’ Flatman · 71’ Mears · Stevens · Borthwick · Grewcock · Fa’amatuainu · 67’ Lipman · 71’ Browne | Formazioni   | · Delport · Garvey · Rasmussen 68’ · Tuitupou · Benjamin · Drahm · M. Powell 65’ · Windo 51’ · Lutui · Taumoepeau 56’ · Rawlinson · Gillies 68’ · Hickey 49’ · Sanderson · Horstmann |
| · 60’ Bell · 67’ Short · 71’ Berne · 71’ Dixon · 71’ Feau'nati · 78’ Cheeseman · 78’ Walshe                                                                                              | Sostituzioni | · Talei 49’ · Mullan 51’ · Horsman 56’ · R. Powell 65’ · Bowley 68’ · R. Gear 68’ |
| Steve Meehan | Allenatori   | Mike Ruddock |